# Lia Pavlova
Lia Pavlova (25 de abril de 1994) es una modelo rusa.

## Biografía
Debutó en la pasarela de la Milan Fashion Week otoño/ invierno 2015 -2016 para Gucci, el cual ella abrió. Esa misma temporada, participó en los eventos Akris, Ann Demeulemeester, Balenciaga, Céline, Christian Dior, Dries Van Noten, Elie Saab, Lanvin, Miu Miu y Yves Saint Laurent.
En la temporada primavera/verano 2016, formó parte de 22 eventos en Nueva York, Milán y París: 3.1 Phillip Lim, Alexander Wang, Ann Demeulemeester, Anthony Vaccarello, Balenciaga, Chanel, Coach, Dries Van Noten, Emanuel Ungaro, Gucci, Lanvin, Loewe, Maison Margiela, Miu Miu, Sacai, Sonia Rykiel, Paul & Joe, Prabal Gurung, Public School, Rodarte, Valentino y Victoria Beckham.
Pavlova ha aparecido en campañas de Roberto Cavalli, Mulberry, Gucci, Uniqlo, Ulla Johnson e Isabell de Hillerin. 
Lia tiene una gemela, Viktoria, quien también es modelo.